# Metallichroma basilewskyi
Metallichroma basilewskyi là một loài bọ cánh cứng trong họ Cerambycidae.